# Great Wall Motor

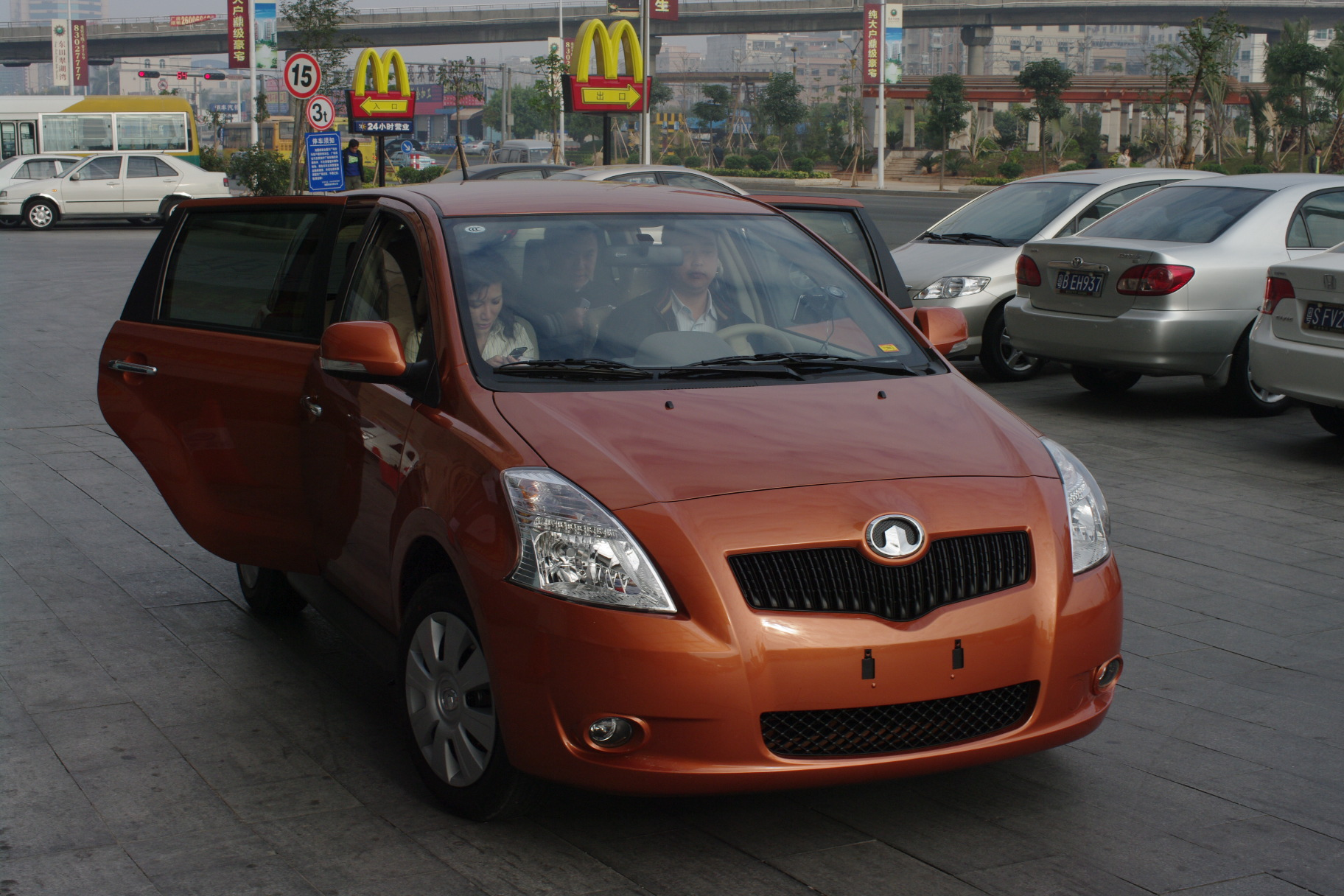
Great Wall Florid

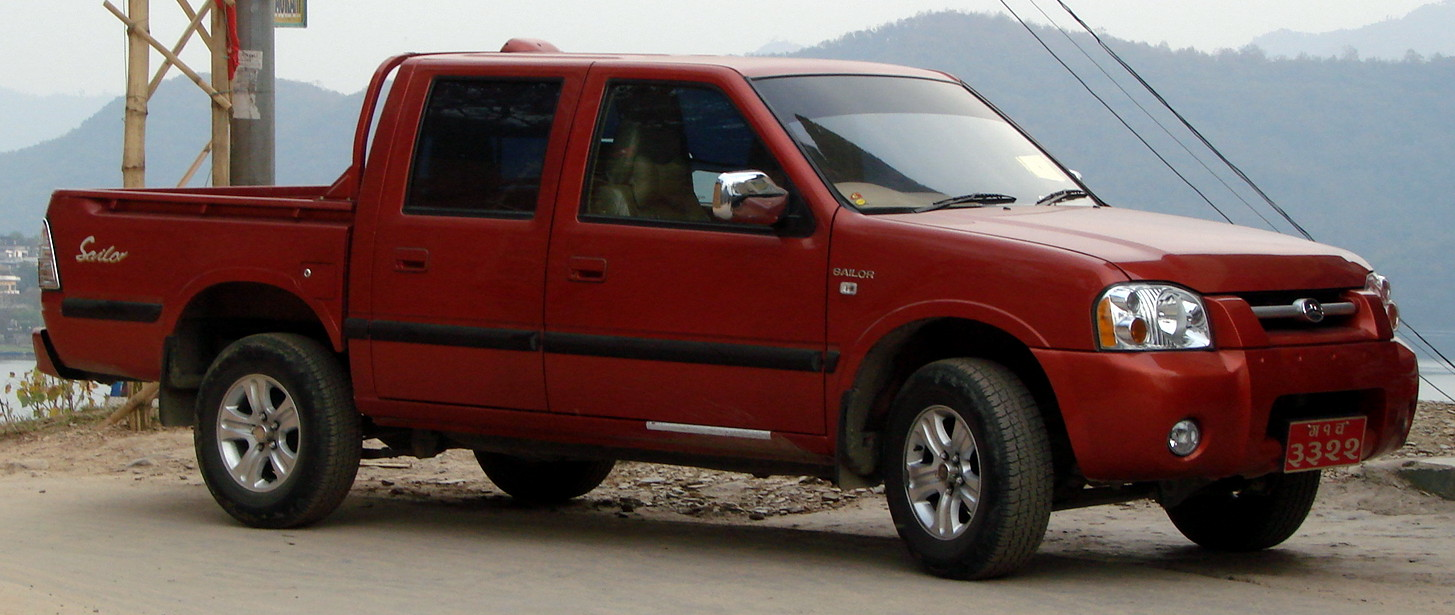
Great Wall Sailor

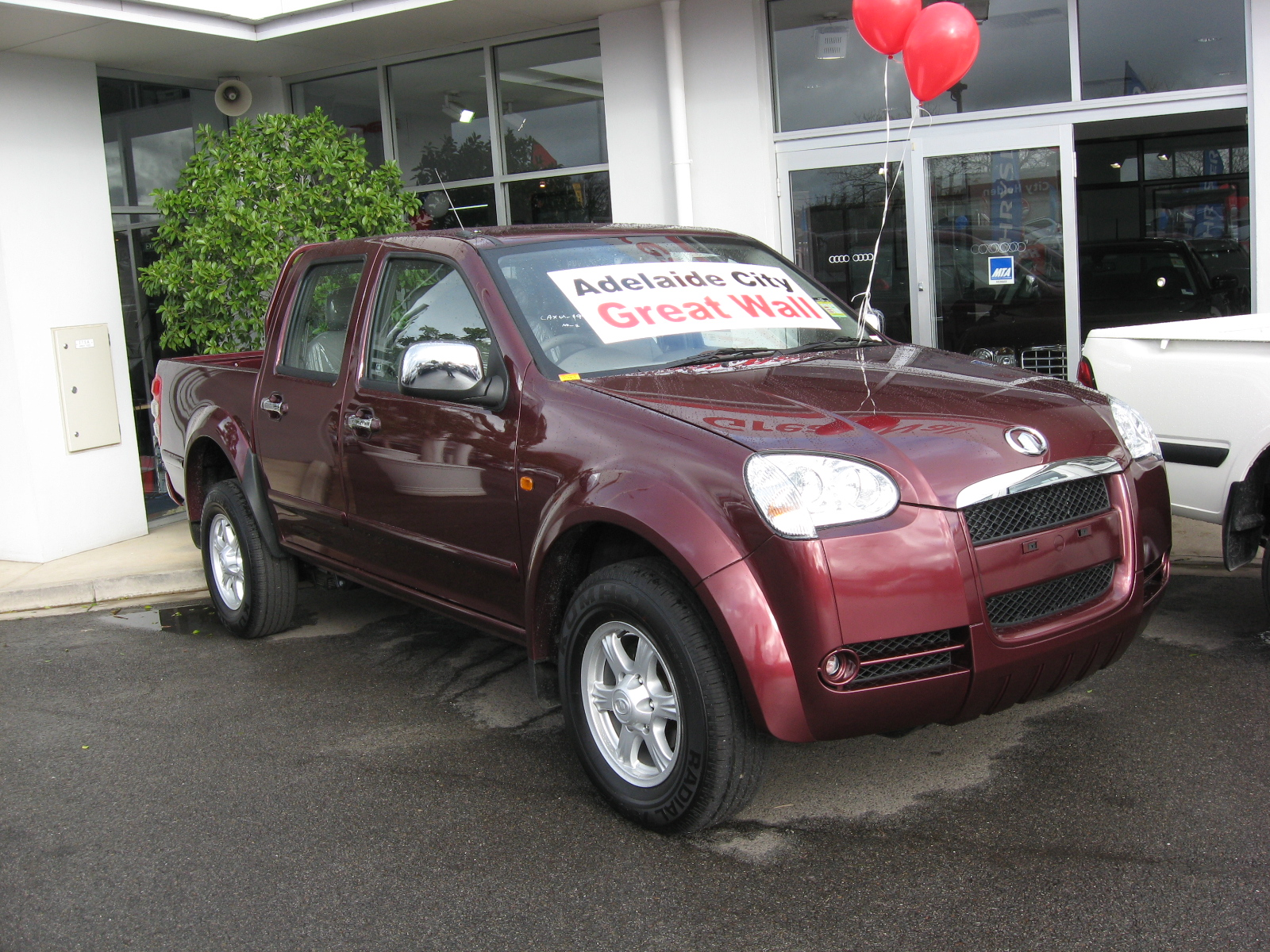
Great Wall Wingle (V240 in Australië)

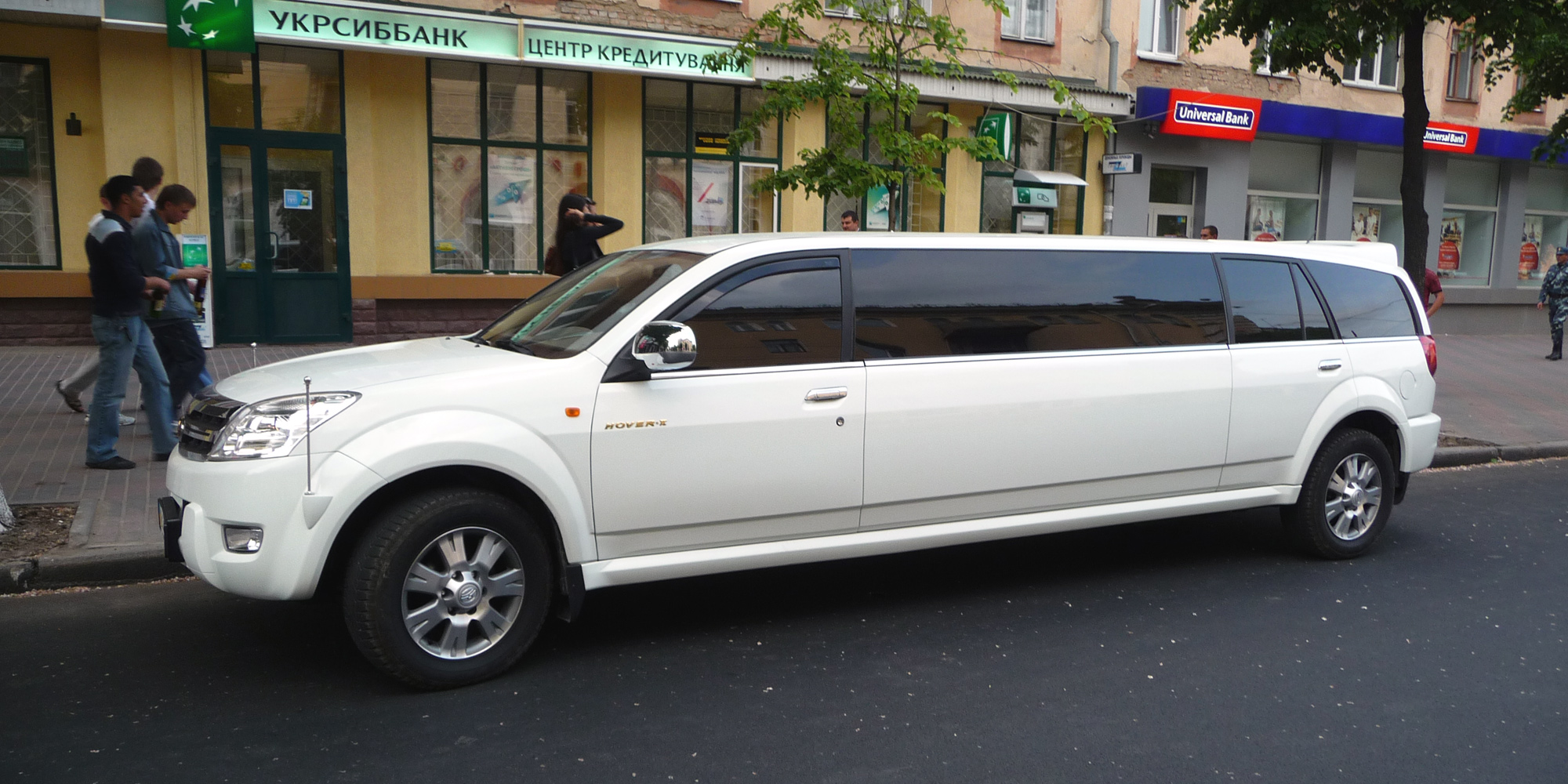
Great Wall Hover•π

Great Wall Motor Company Limited, ook wel bekend onder de afkorting GW of GWM, is de grootste Chinese autofabrikant van SUV's, CUV's en pick-up-trucks en gevestigd in Baoding in de provincie Hebei.

## Activiteiten
Great Wall Motor is een van de grootste producenten van SUV's van het land. De voertuigen worden verkocht onder vijf merknamen, dat zijn Haval, WEY, Great Wall Pick-up, ORA en TANK. Met BMW heeft het een joint venture Spotlight Automotive Limited. Het aandeel van de SUV's in de totale verkopen in eenheden is zo'n 80%.
Naast de vestigingen in China heeft het fabrieken in Toela (Rusland), India en Thailand. Verder heeft het assemblagefabrieken voor CKD-auto's in landen als Bulgarije, Maleisië, Tunesië en Ecuador. De auto's worden in zo'n 60 landen verkocht. In 2022 was het omzetaandeel van de verkopen buiten de Volksrepubliek China zo'n 20%.
In 2021 produceerde het 1.112.000 voertuigen en de verkopen lagen daar iets onder op 1.062.000. Van de verkochte auto's waren er zo'n 120.000 van plug-inhybride elektrische voertuigen of volledig elektrisch. China is veruit de belangrijkste afzetmarkt en buitenlandse verkopen maken maar 5% van de totale omzet uit. In 2021 werden 172.000 (2019: 65.000) voertuigen buiten China verkocht. Het had in China een marktaandeel van 4,1% in 2019 en was hiermee de achtste autofabrikant van het land. Door de sterke focus op SUV's ligt in dit segment het marktaandeel van Great Wall aanmerkelijk hoger op 9,4%.
De aandelen van het bedrijf staan sinds december 2003 genoteerd aan de Hong Kong Stock Exchange (Ticker symbol: 2333) en vanaf september 2011 ook aan de Chinese Shenzhen Stock Exchange (601633). In 2022 was de Baoding Innovation Great Wall Asset Management Company Limited de grootste aandeelhouder met een belang van 58%. Dit is een beleggingsmaatschappij in handen van Wei Jian Jun.

## Historie
De productie van Great Wall (Changcheng) startte in 1996 met de Deer. In december 2005 was Great Wall voor het eerst op Europese bodem te zien op de Bologna Motor Show, terwijl de import in een aantal Europese landen in 2006 startte, waaronder Italië. In juli 1998 kwamen de activiteiten te vallen onder de Great Wall Motors Group.
Sinds 1999 heeft Great Wall een productiefaciliteit in Iran, de Diar Automobile Company en op 23 augustus 2007 begon de fabricage in Oekraïne. Op 9 april 2009 werd een contract met het Bulgaarse bedrijf Litex Motors getekend voor de bouw van een fabriek in Lovetsj, Bulgarije. Met deze investering was 80 miljoen euro gemoeid en er werden 1500 banen gecreëerd. De fabriek kwam omstreeks 2011 operationeel en heeft een productiecapaciteit van 50.000 auto's per jaar.
Vanaf 2007 richtte Great Wall zich steeds meer op compacte personenauto's, waaronder de Peri, Florid en Coolbear. In december 2006 claimde Fiat dat de Peri een kopie zou zijn van de populaire tweede generatie Fiat Panda. Op 16 juli 2008 oordeelde de Italiaanse rechter dat de Peri om deze redenen niet op de Europese markt zou mogen worden gebracht. Een vergelijkbare zaak van Fiat in China werd echter verloren door de Italiaanse autofabrikant. Sinds 2009 is Great Wall als eerste Chinese autofabrikant actief op de Australische markt. In september 2010 had Great Wall in Australië 60 verkooppunten en verkocht er in heel 2010 in totaal 6690 auto's.
In 2010 presenteerde Great Wall op de Auto China Beijing twee nieuwe submerken: Haval en Voleex. Haval is de opvolger van de naam Hover en wordt gebruikt voor SUV's en crossovers. De M-lijn uit de Haval-serie is voor de compacte modellen en de H-lijn voor de grotere modellen. Submerk Voleex (Tengyi in China) wordt gebruikt voor de gewone personenwagens. In 2010 verkocht Great Wall 397.300 auto's, een verdubbeling ten opzichte van de 225.000 auto's in 2009.
Medio 2018 tekenden BMW en Great Wall een contract voor een joint venture. Zowel BMW als Great Wall Motor krijgen elk 50% van de aandelen. Het nieuwe samenwerkingsverband draagt de naam Spotlight Automotive Limited en gaat zich volledig richten op elektrische auto's en begint met de productie van volledig elektrische Mini's. Later komen ook elektrische voertuigen van Great Wall, met BMW-techniek, bij. De joint venture wordt gevestigd in Jiangsu, aan de Chinese oostkust, en daar komen ook de fabrieken.

## Verkoopcijfers
De wereldwijde autoverkopen van Great Wall vanaf 2008 staan in de onderstaande grafiek: